# Marsac (Hautes-Pyrénées)
Marsac település Franciaországban, Hautes-Pyrénées megyében. Lakosainak száma 230 fő (2022. január 1.). Marsac Villenave-près-Marsac, Andrest, Pujo, Sarniguet és Tostat községekkel határos.

## Népesség
A település népességének változása:
| Lakosok száma | 234  | 230  | 231  | 224  | 225  | 222  | 220  | 225  | 230  |
|               | 2013 | 2015 | 2016 | 2017 | 2018 | 2019 | 2020 | 2021 | 2022 |